# リチャード・ニコルズ
リチャード・ニコルズ（英: Richard Nicolls, 1624年 – 1672年5月28日）は、イングランド植民地の初代ニューヨーク植民地総督。
イングランド内戦中は王党派として騎兵隊を指揮し、王党派の敗北により亡命した。王政復古直後にヨーク公（のちのジェームズ2世）の御寝所係官となり、ヨーク公により1664年にロバート・カー（1667年没）と共に委員に任命され、ジョージ・カートライトやサミュエル・マーベリックらと共にオランダとイングランドの植民地紛争解決のため、ニューネーデルラントへ侵攻した。この遠征はポーツマスから出航し、1664年8月27日にニューアムステルダムに到着した。ニューアムステルダムは1664年9月8日に彼らに投降した。ヨーク公からの指示の元、ニコルズはニューネーデルラント（ニューヨーク）の総督に就任した。
彼はニューハールレム村（後のハーレム、イングランド人が「ランカスター」に改名した）の南の境界線（"Harlem Line"と呼ばれていた）のイースト川を起点とする74番通りを建設した。
ニコルズの政策は積極的かつ巧妙で、新体制への移行を円滑にし、被征服者の利益を十分に考慮したものだった。オランダ人植民者は、財産権、相続に関する法、宗教の自由を保証された。イングランド法がロングアイランド、スタテンアイランド、ウェストチェスター郡に一度導入され、そこではイングランド的要素がすでに優勢であったが、しかし、オランダの地域ではゆっくりと行われた。 "Duke's Laws"として知られる法典が秘書のマティアス・ニコルの助けを借りて、3月12日付けで総督により起草され、ロングアイランドのヘムステッドで1665年3月1日に布告され、1683年まで効力をもった。その法はニューイングランド植民地の法をまとめたものであり、陪審裁判、財産の比例課税、土地保有の新しい特許の発行のためにヨーク公のみからの許可を得たものであった。 1668年夏にイングランドへ戻り、ヨーク公に仕え続け、総督職はフランシス・ラヴレースが継いだ。1672年3月28日にソールベイの海戦で戦死した。アンプティルのニコルズの記念碑には、彼を殺した砲弾が埋め込まれている。